# Aulorhynchus flavidus
Aulorhynchus flavidus är en fiskart som beskrevs av Gill, 1861. Aulorhynchus flavidus ingår i släktet Aulorhynchus och familjen Aulorhynchidae. Inga underarter finns listade.

## Bildgalleri

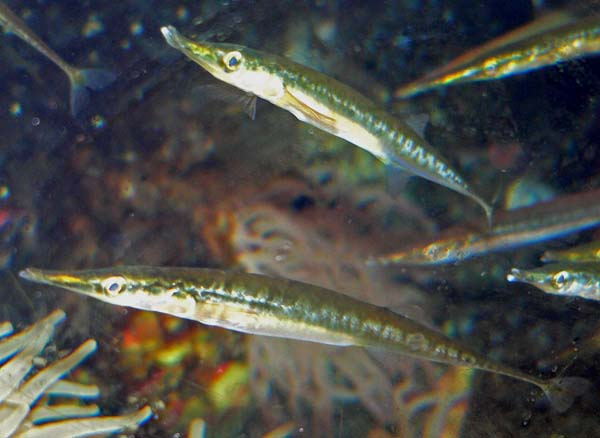